# 라지쿠마르 야다브

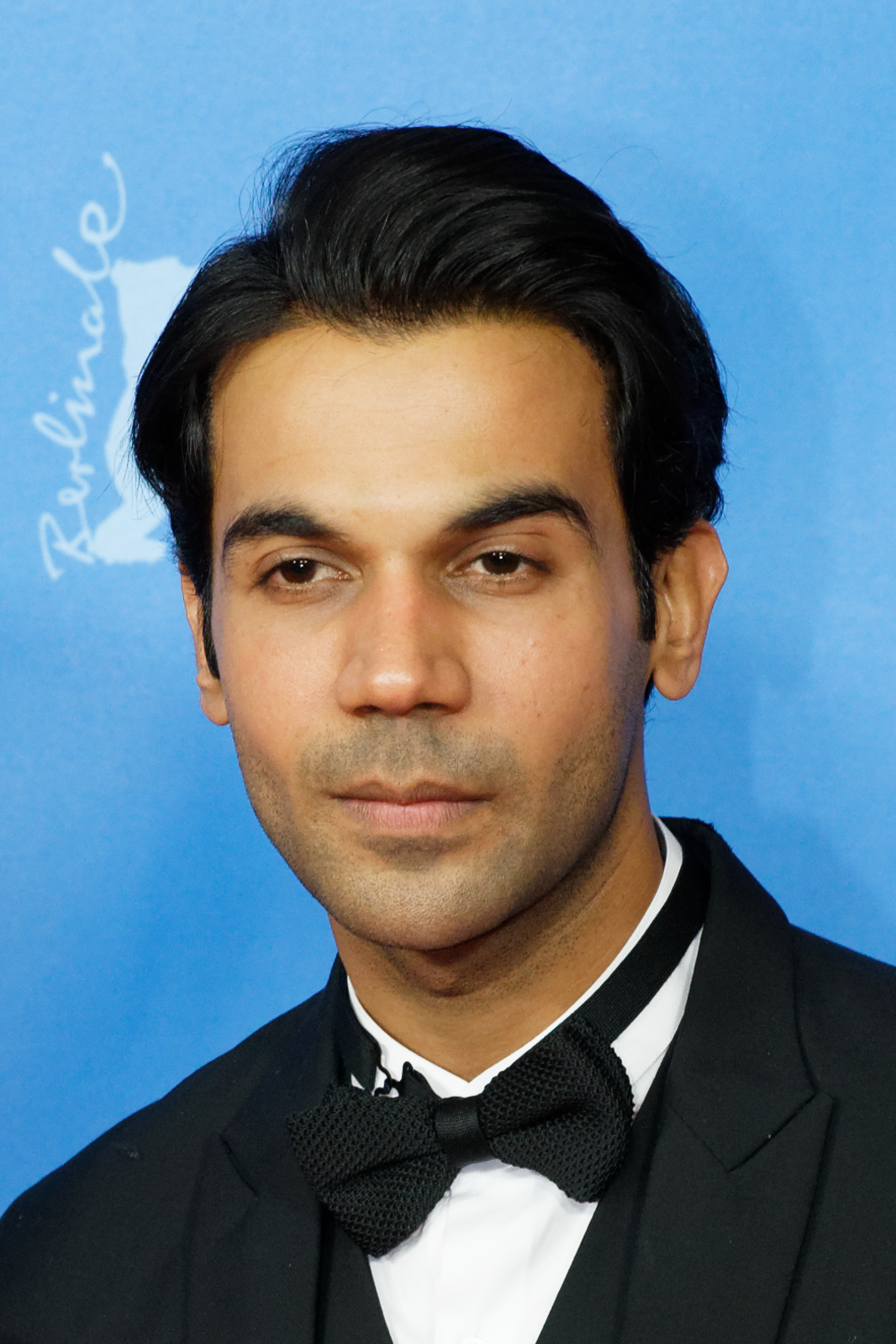

라지쿠마르 야다브(Rajkumar Yadav, 1984년 6월 13일 ~ )는 인도의 영화배우이다.
구르가온에서 태어났다.

## 영화
- 화이트 타이거 (2021년) - 아쇽 역
- 5 웨딩스 (2018년)
- 러브 소니아 (2018년)
- 오메르타 (2017년)
- 랍타 (2017년)
- 뉴턴 (2017년)
- 알리가르 (2015년)
- 돌리 키 돌리 (2015년)
- 퀸 (2014년)
- 샤히드 (2012년) - 샤히드 역
- 치타공 (2012년)
- 카이 포 체 (2012년) - 고빈드 역
- 샤이탄 (2011년)